# Real Life
Real Life (englisch, übersetzt: „wirkliches Leben“, „reales Leben“), kurz meist als RL bezeichnet, ist eine Bezeichnung aus der Internet-Szene, die als Begriff für das Leben eines Menschen außerhalb seiner virtuellen Aktivitäten im Internet verwendet wird. Der Gegenbegriff ist Digital Life.
Der Versuch einer Reduktion der Internetnutzung und die damit einhergehende „Rückkehr ins Real Life“ wird als Digital Detox bezeichnet.
Als Abgrenzung des realen Lebens vom Fiktionalen hat der Begriff Real Life eine lange Tradition und kann in der Literatur bis zu Fjodor Dostojewski zurückverfolgt werden. Mit dem Aufkommen von Online-Rollenspielen (MMORPG) fand der Begriff dann auch Eingang in die Netzkultur, vorangetrieben ebenfalls von literarischen Veröffentlichungen wie dem Roman Neuromancer von William Gibson aus dem Jahr 1984. Dort ist zwar nicht vom Real Life, allerdings vom meat life die Rede, welches das reale Leben der Protagonisten von ihrem Dasein im Cyberspace abgrenzt.
Der Begriff wird zum Beispiel von den Benutzern von Multi User Dungeons zur Abgrenzung der virtuellen Identität in Rollenspielen zur Identität des Spielers in der Realität verwendet. Der Begriff wird inzwischen von vielen Computerbenutzern verwendet, um auf die Welt außerhalb des Internets hinzuweisen, etwa um zu klären, ob sich Menschen, die sich über das Internet fanden, schon persönlich getroffen haben. In Diskussionen und in Chats im Internet wird mit diesem Begriff auf Zusammenhänge außerhalb der nur digitalen beziehungsweise virtuellen Identität verwiesen.
In Abgrenzung zum Real Life steht dabei das Leben in der virtuellen Realität. In Online-Rollenspielen, aber auch in sozialen Netzwerken, können User eine neue Persönlichkeit kreieren. Das reicht von kleinen Details, welche die eigene Person interessanter erscheinen lassen sollen, bis hin zur Erstellung eines Avatars mit einem besonderen Äußeren und besonderen Fähigkeiten in MMOGs.
Einige Soziologen schätzen, dass die Unterscheidung zwischen Real Life und virtueller Realität zunehmend obsolet wird, da sich die Menschen mit immer weiterer Verbreitung des Internets ganz natürlich häufiger online bewegen und soziale Netzwerke oder andere Formen der virtuellen Kommunikation tatsächliche Begegnungen ergänzen oder sogar teilweise ersetzen.